# Mīānraz
Mīānraz (persiska: میانرز) är en ort i Iran.   Den ligger i provinsen Gilan, i den nordvästra delen av landet, 260 km nordväst om huvudstaden Teheran. Mīānraz ligger 107 meter över havet och antalet invånare är 398.
Terrängen runt Mīānraz är varierad. Runt Mīānraz är det ganska tätbefolkat, med 124 invånare per kvadratkilometer. Närmaste större samhälle är Fūman, 11,2 km öster om Mīānraz. I omgivningarna runt Mīānraz växer i huvudsak blandskog.